# The Morse Message

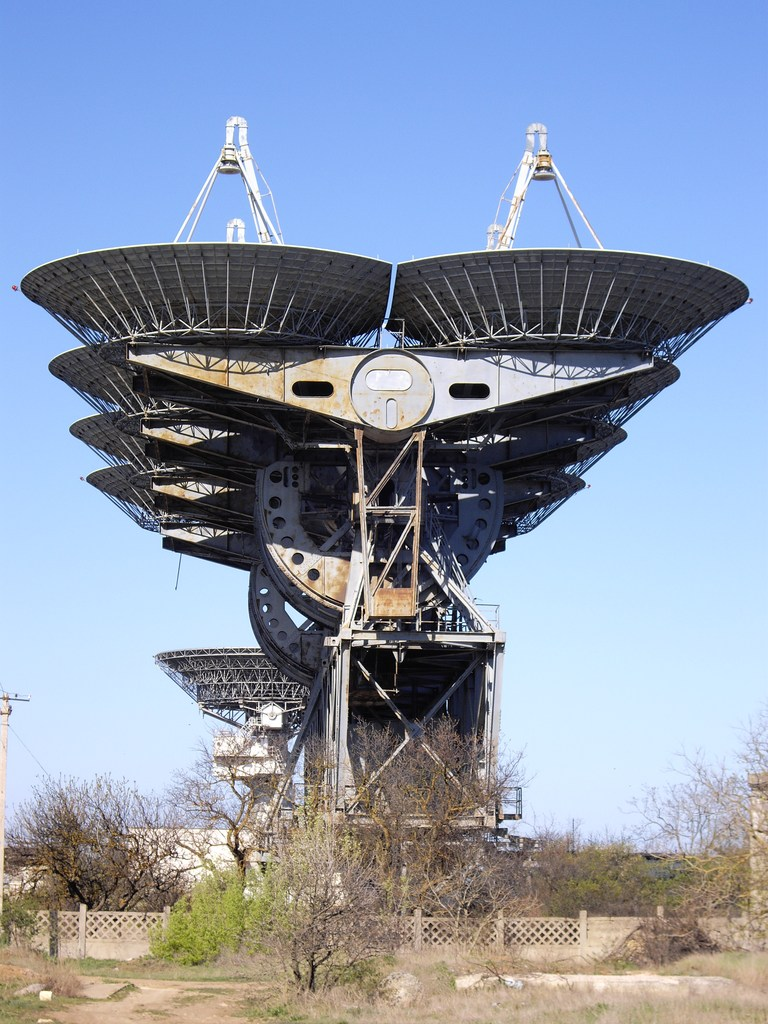
Radioteleskop bei Witino/Wityne westlich von Jewpatorija (2009)

The Morse Message war ein Funksignal, das 1962 von einem Radar bei Jewpatorija auf der Krim ins Weltall gesendet wurde.
Am 19. November 1962 wurde das Wort „mir“ (russisch мир, für „Welt“ und „Frieden“, Morsecode: ▄▄▄ ▄▄▄   ▄ ▄   ▄ ▄▄▄ ▄   ) und am 24. November die Wörter „Lenin“ (▄ ▄▄▄ ▄ ▄   ▄   ▄▄▄ ▄   ▄ ▄   ▄▄▄ ▄ ) und „SSSR“ (▄ ▄ ▄   ▄ ▄ ▄   ▄ ▄ ▄   ▄ ▄▄▄ ▄ , für „UdSSR“) in Morsetelegraphie (Frequenzumtastung) ausgesendet.
Das Signal wurde an der Venus reflektiert und die Echos nach knapp 5 Minuten auf der Erde empfangen. Es ist seither unterwegs zum Stern HD 131336 im Sternbild Waage, der rund 1052 Lichtjahre von der Erde entfernt ist.